# Octonoba yaeyamensis
Octonoba yaeyamensis là một loài nhện trong họ Uloboridae.
Loài này thuộc chi Octonoba. Octonoba yaeyamensis được Hajime Yoshida miêu tả năm 1981.

## Hình ảnh

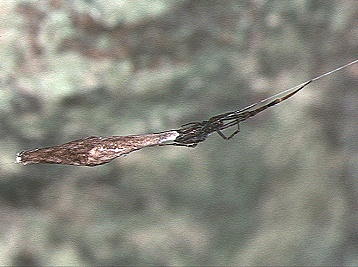
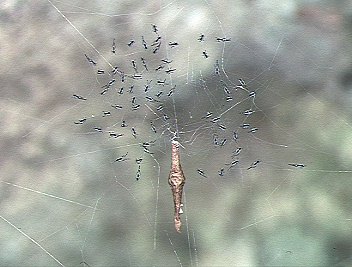
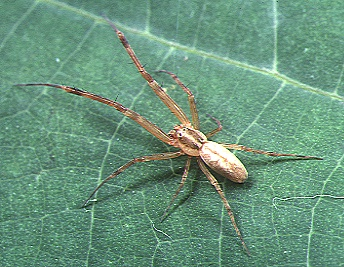
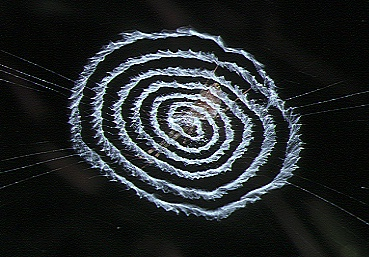